# Distretto di Killa Saifullah
Il distretto di Killa Saifullah (anche Qilla Saifullah o Saifullah Qilla) è un distretto del Belucistan, in Pakistan, che ha come capoluogo Killa Saifullah. Nel 1998 possedeva una popolazione di 193.553 abitanti.